# Without You (låt av Re-Union)
Without You är en låt framförd av Re-Union. Den är skriven av Ed van Otterdijk och Angeline van Otterdijk.
Låten var Nederländernas bidrag i Eurovision Song Contest 2004 i Istanbul i Turkiet. I semifinalen den 12 maj slutade den på sjätte plats med 146 poäng vilket kvalificerade bidraget för finalen den 15 maj. Där slutade det på tjugonde plats med 11 poäng.